# Daihatsu Hijet
Daihatsu Hijet ist eine Baureihe von Kleintransportern der Kei-Truck-Klasse des japanischen Herstellers Daihatsu.

## Geschichte
Der Hijet kam 1960 ursprünglich als Pick-up auf den Markt und wurde seit 1965 als Fahrgestell mit Pritschenaufbau gebaut. Ab 1972 wurde er auch als Kastenwagen und Kleinbus gebaut, auf dessen Basis der Van Daihatsu Atrai entstanden ist. In den 1980er Jahren wurde erstmals der Hijet Jumbo vorgestellt. Die Motorenpalette begann ursprünglich mit luftgekühltem 2-Zylinder-Benzinmotor. Es folgten Elektromotor, Dieselmotor, Erdgasfahrzeug bis hin zum Hybridantrieb.
Ab 1977 wurde der Hijet auch in Europa angeboten. Aufgrund der starken Aufwertung des Yen mit einhergehender Verringerung der Exporte verstärkte Daihatsu sein Bemühen, seine Fahrzeuge lokal zu produzieren. So etwa produzierte Piaggio aus Italien den Hijet in Europa für Daihatsu von November 1992 bis Februar 2002. Seither wird er als Piaggio Porter gebaut. In Südkorea baute Asia Motors den Hijet als Towner in Lizenz. Exportiert wurde der Hijet neben anderen asiatischen Ländern auch nach Südamerika und in die Volksrepublik China.
Heute wird er in China von Liuzhou Wuling Motors und von Tianjin Automobile gebaut. In Indonesien wird das aktuelle Modell seit 2008 von Astra Daihatsu Motor gebaut und nach Japan importiert, ebenso wie seit Dezember 2011 der Toyota Pyxis und seit April 2012 der Subaru Sambar die beide auf dem aktuellen Hijet basieren.

## Daihatsu New Line / Hijet L35/L36 (1960–1967)

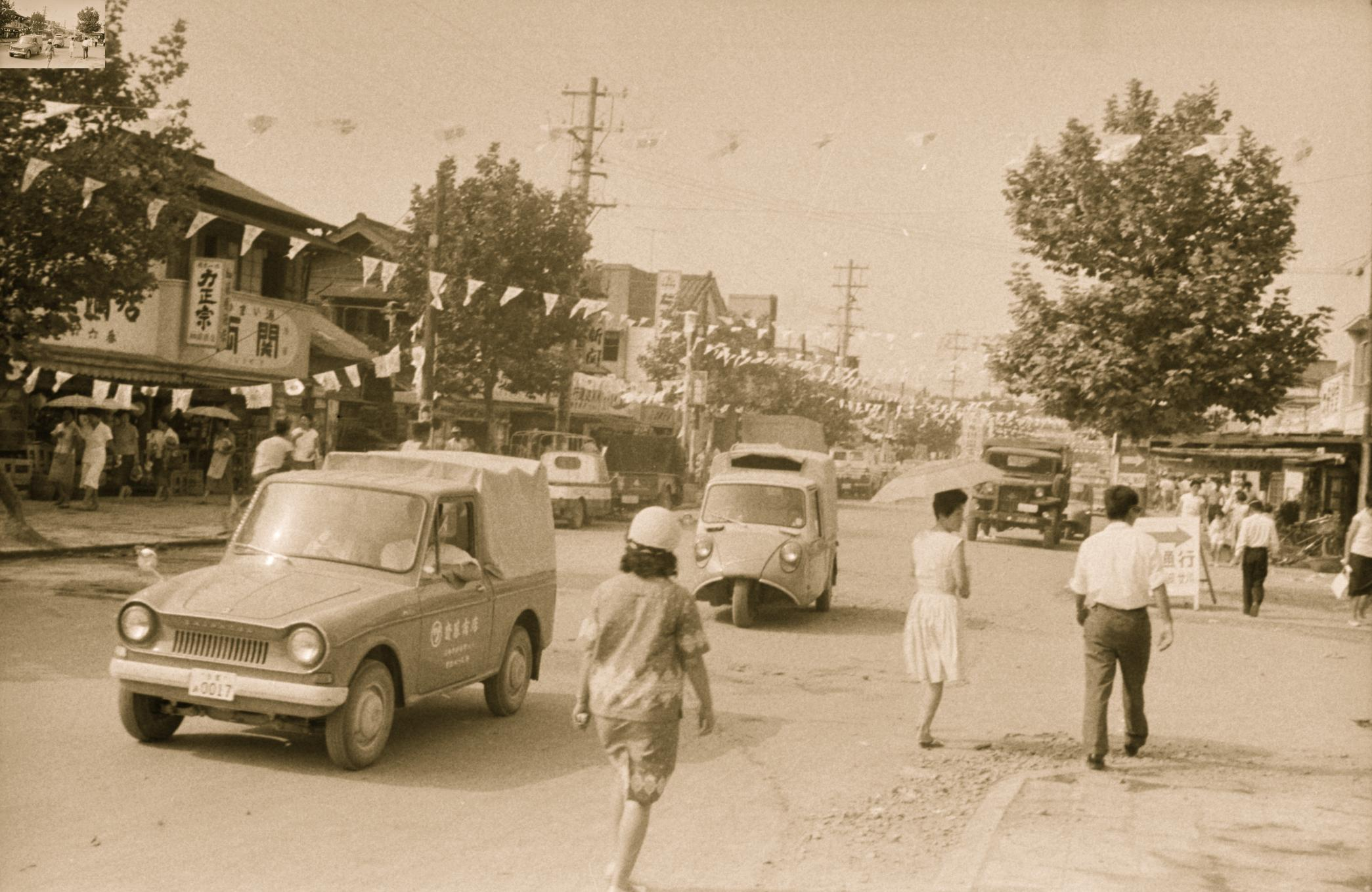
Hijet L35 Kastenwagen

Im November 1960 kam der Hijet L35 mit dem luftgekühlten Benzinmotor Typ ZM L35 mit 360 cm³, 3-Gang-Schaltgetriebe und Heckantrieb auf den Markt als LKW-Version Pritschenwagen mit zwei Sitzplätzen. Im Mai 1961 wurde der Kastenwagen vorgestellt, der nur ein Pick-Up mit Planenaufbau war. Im November 1965 erfolgten einige Änderungen. Ein wassergekühlter 800-cm³-4-Takt-OHV-Motor mit 4-Gang-Schaltgetriebe wurde nun zusätzlich angeboten. Im Oktober 1966 wurde der luftgekühlte Motor Typ ZM L35 durch den nun wassergekühlten Zweitakt-Zweizylinder Typ L36 ZM ersetzt. 1967 wurde der L35/L36 durch den Daihatsu Fellow ersetzt.

## Daihatsu Hijet S 35/Hijet New Line Cab (1964–1968)
Im April 1964 erfolgte die Einführung des S35 als Hijet Cab und Hijet New Line Cab. Der Hijet Cab war ein Pritschenwagen, wahlweise mit Planenaufbau mit dem ZM-Motor mit 360 cm³ und Luftkühlung. Der Hijet New Line Cab war ein verstärktes Fahrgestell mit verschiedenen möglichen Aufbauten und hatte einen wassergekühlter ZM-Motor mit 800 cm³. Beide Modelle hatten 4-Gang-Schaltgetriebe und Selbstmördertüren. Im Oktober 1966 wurde der ZM-Motor mit 360 cm³ unternehmensweit auf Wasserkühlung umgestellt. 1968 ersetzte der Daihatsu Delta den Hijet New Line Cab.

## Daihatsu Hijet S37 (1968–1972)
Im April 1968 erfolgte die Einführung des Hijet S37. Dies war ein karosseriemäßig gründlich überarbeiteter S35 mit dem wassergekühlten 360-cm³-ZM-Motor und 4-Gang-Schaltgetriebe. Die Scheinwerfer waren nun eckig und die Blinker waren nun oberhalb der Stoßstange angebracht. Es gab nun vorne angeschlagene Türen. Für kurze Zeit wurde auch ein Elektromotor angeboten.

## Daihatsu Hijet S38/S40 (1972–1981)

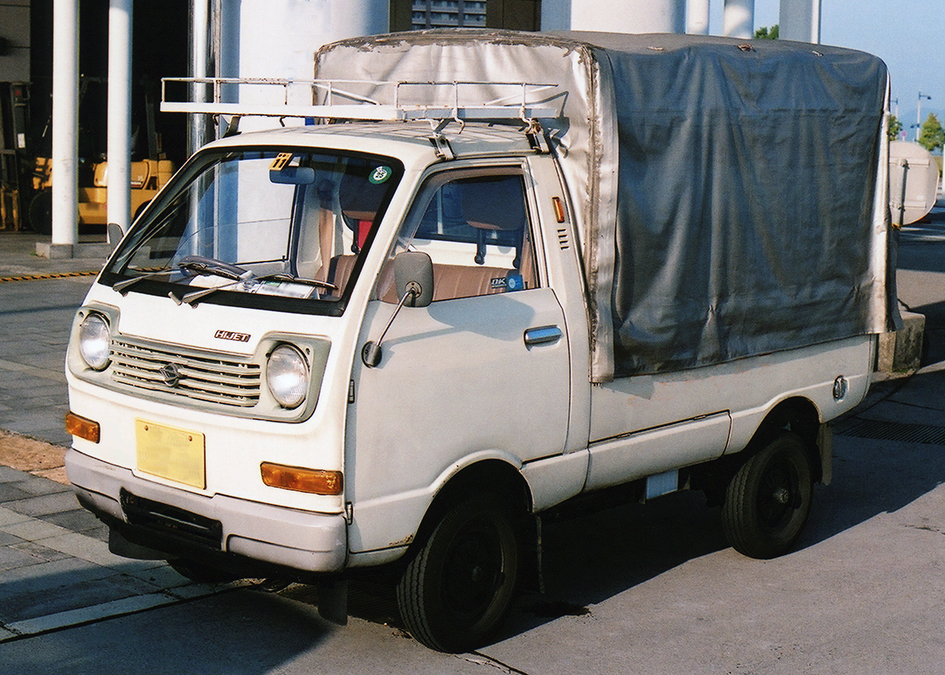
Hijet S38

Im Februar 1972 erschien die S38-Serie. Erstmals war ein Van genannter Kastenwagen erhältlich. Dieser verfügte über eine Heckklappe und zwei seitliche Schiebetüren und bot vier Personen Platz. Den Antrieb übernahm wieder der ZM-Typ-2-Zweitakt 2-Zylinder-Motor mit 360 cm³ und 4-Gang-Schaltgetriebe.
Im September 1974 erfolgte eine leichte Überarbeitung der Front und der 360-cm³-Benzinmotor wurde den aktuellen Abgasnormen angepasst. Ab April 1976 war ein 550-cm³-2-Zylinder-Viertakt-Motor Typ AB verfügbar als Hijet S40. Die Länge des Vans wuchs um 200 mm, die des LKW um 50 mm. Im April 1979 erhielten alle Modelle den Kühlergrill des Hijet S60 und den Schriftzug Hijet auf der Fronthaube. Zudem wurde das Armaturenbrett überarbeitet. Im April 1980 wurde der S40 mit 550 cm³ aufgrund der veränderten Führerscheinrichtlinien für Kei-Cars eingestellt. Der S38 mit 360 cm³ wurde noch bis August 1981 hergestellt.

## Daihatsu Hijet S60/Daihatsu Hijet Wide 55 (1977–1981)
Auf Basis des S38-/ S40-Van wurde der Hijet S60 entwickelt, der erstmals als Hijet Wide 55 exportiert wurde. Gegenüber dem S38/S40 war der S60 um 100 mm breiter. Er hatte ausschließlich den 550-cm³-Zweizylinder-Viertaktmotor Typ AB20 mit 4-Gang-Schaltgetriebe mit hinterer Starrachse und Blattfedern. Erhältlich war er als Kastenwagen oder Kleinbus mit bis zu sechs Sitzplätzen oder als Pritschenwagen.
Der S60 hatte vier hydraulisch betätigte Trommelbremsen ohne Bremskraftverstärkung. Reifengröße 5.00-10/6PR. Zulässige Anhängelast: gebremst 600 kg. Das Leergewicht wird mit 700 kg angegeben, Zuladung 580 kg.
Im April 1979 wurden das Armaturenbrett und der Innenraum stark überarbeitet. Ab 1980 war auch eine Hochdachversion erhältlich.
Nach Europa wurden ca. 200 Stück importiert

## Daihatsu Hijet S65/S66 (1981–1986)
Im April 1981 folgte die Einführung des Hijet S65. Er war im Grunde ein kräftig überarbeiteter S60. Auf Basis des Kastenwagens/Kleinbusses wurde ein Van (Automobil) entwickelt, der Daihatsu Atrai. Verfügbar war nun nur noch der 550-cm³-Benzinmotor, jedoch wurde das Getriebe optional mit einer Track-Road-Modus-Option ergänzt (Niedriggang). Im März 1982 erschien das Modell S66 mit serienmäßigem zuschaltbarem Allradantrieb, wodurch die Track-Road-Modus-Option beim Schaltgetriebe entfiel. Im Oktober 1983 erschien der Hijet Jumbo(S65P), ein Pick-up mit vergrößerter Nutzlast, serienmäßigen Scheibenbremsen vorne und optionalen Freilaufnaben.

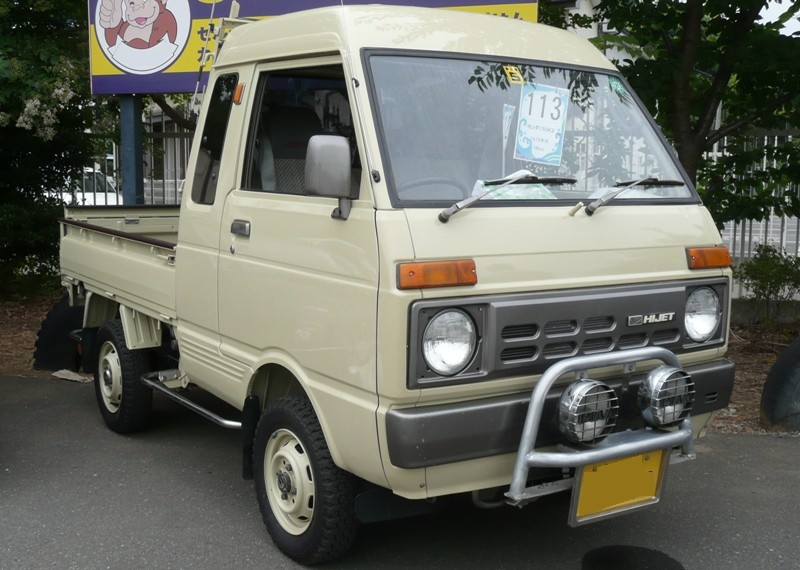
Hijet Jumbo S65P

## Daihatsu Hijet S80/S81 (1986–1994)
Im Mai 1986 erschien mit dem S80 ein vollständig neues Modell. Als Standardmotor fungierte nun der Dreizylinder-Motor-EB mit 550 cm³, wahlweise auch mit Kompressor. Optional wurde nun auch ein 660-cm³-Motor angeboten. Im Export kam ein 986-cm³-Motor zum Einsatz. Auf Wunsch war auch ein 3-Gang-Automatikgetriebe für die 2WD-Fahrzeuge erhältlich.
Das Fahrzeug, das auf 10-Zoll-Rädern stand, hatte einen Wendekreis (Fahrzeug) von nur 8,5 Metern. Mit zuschaltbarem Allradantrieb wurde das Modell zum S81 und verfügte dann über 12-Zoll-Reifen. Im September 1987 gab es optional eine Klimaanlage. Im Oktober 1988 erfolgten kleinere Änderungen. Ab April 1990 waren Scheibenbremsen vorne serienmäßig beim 4WD-Modell verbaut und der 660-cm³-Motor erhielt eine Überarbeitung. Im März 1992 war das Automatikgetriebe auch für die 4WD-Modelle erhältlich und die Front wurde überarbeitet. Scheibenbremsen waren nun bei allen Modellen serienmäßig ebenso wie ein Katalysator und 5-Gang-Schaltgetriebe. Das Leergewicht wird mit 830–850 kg angegeben.

### Asia Motors/Kia Towner
Ab 1991 wurde der Hijet S80 auch von Asia Motors, später Kia Motors, in Lizenz als Asia / Kia Towner produziert.

### Piaggio
Ab November 1992 bis Februar 2002 wurde der Hijet S80 von Piaggio für Daihatsu in Italien produziert. Neben den bekannten Benzinmotoren gab es nun auch 1,3-Liter- und später 1,4-Liter-Dieselmotoren. 2002 ging Daihatsu Europa in Insolvenz und der Verkauf des Hijet in Europa endete. Seit 2003 wird von Piaggio der Piaggio Porter auf Basis des Hijet S80 und in Lizenz von Daihatsu gebaut.

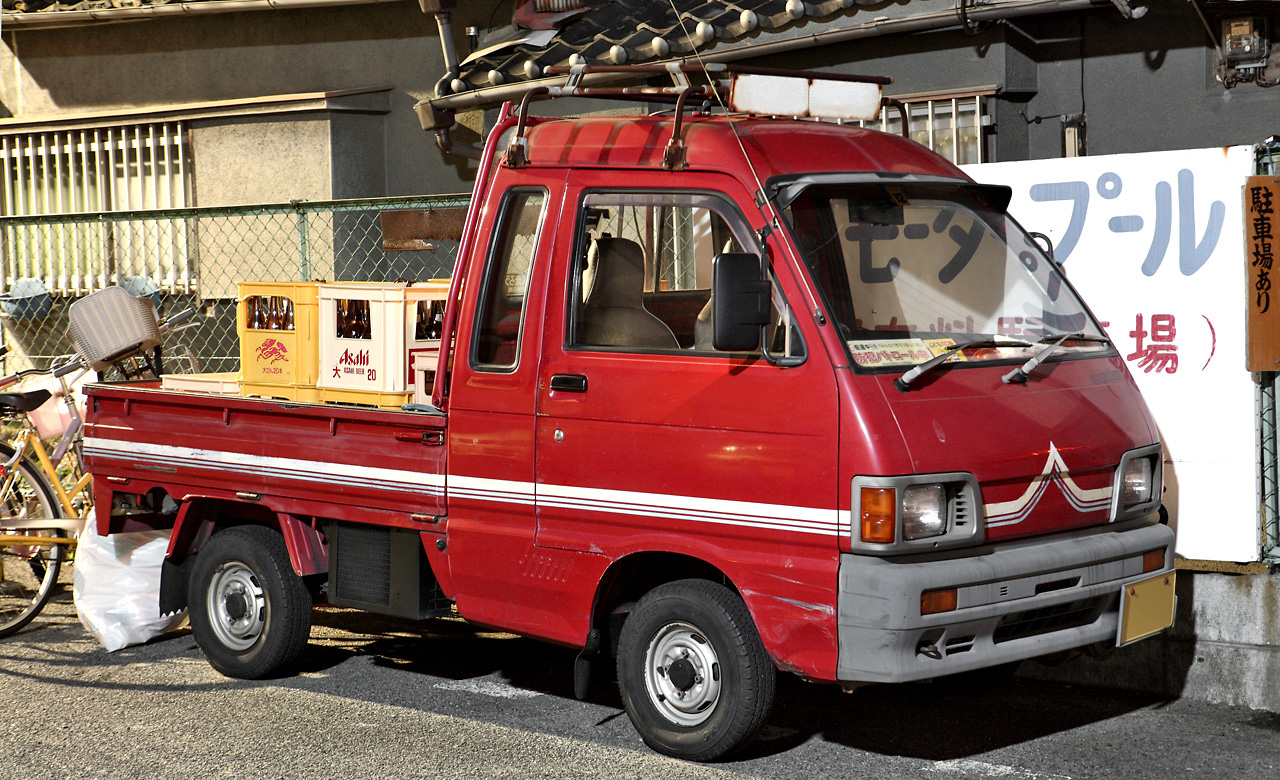
Hijet Jumbo
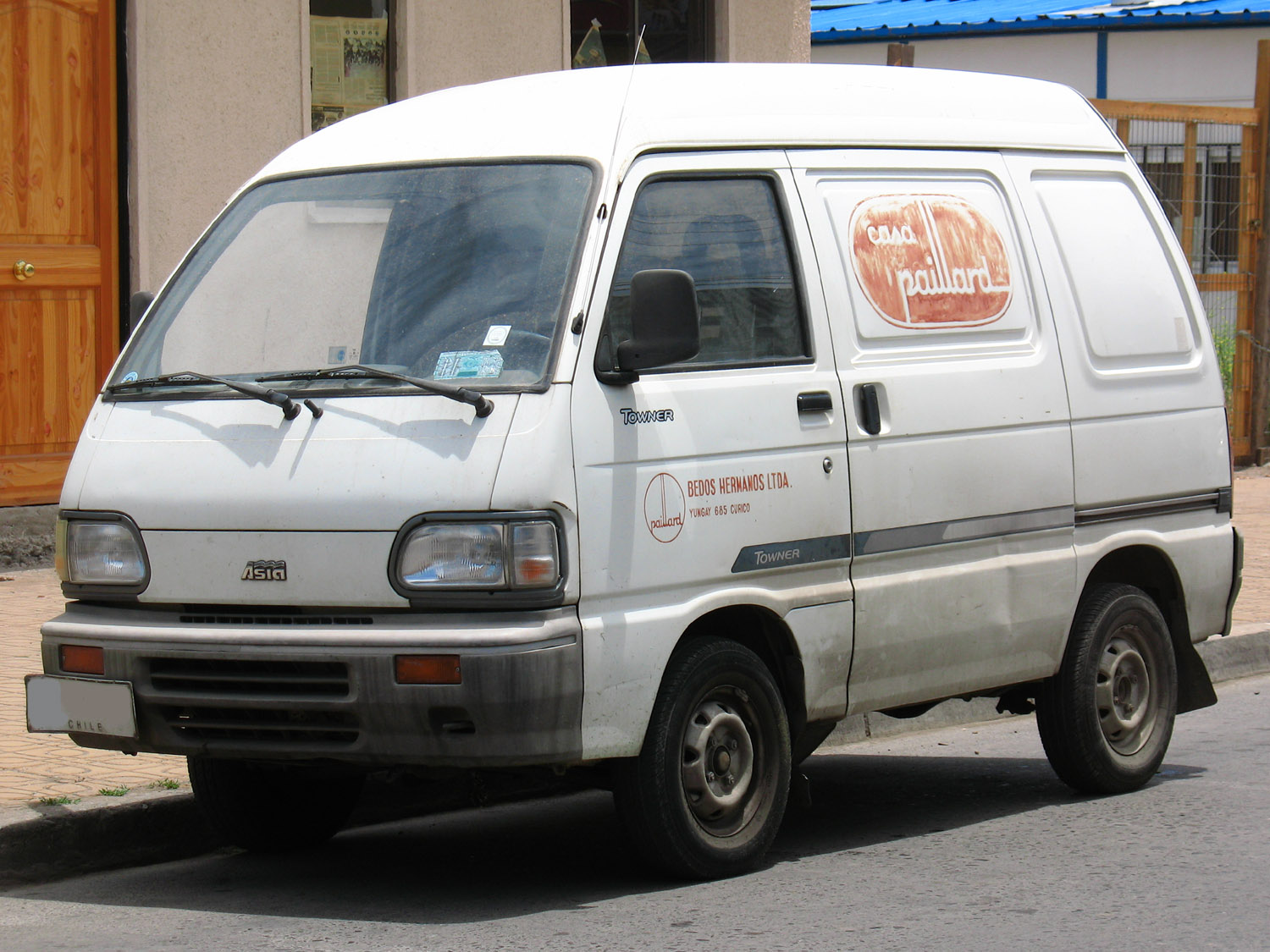
Kia Towner
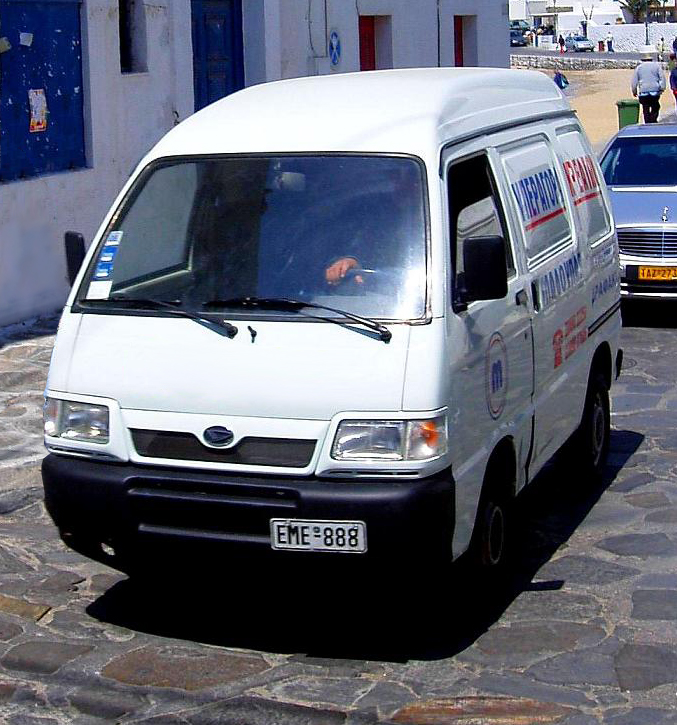
Facelift 1992
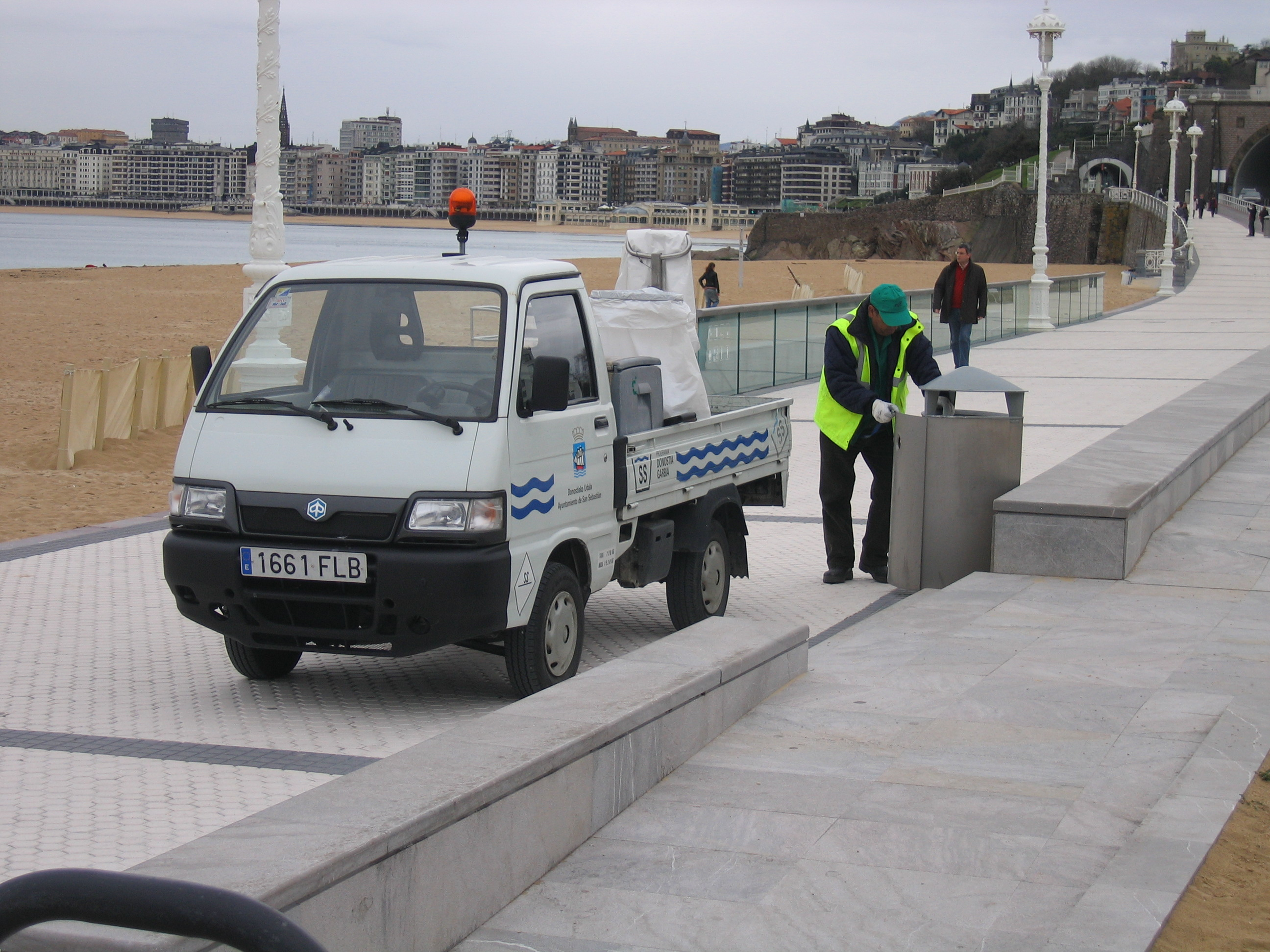
Piaggio Porter

## Daihatsu Hijet S320V/S321V (2004–2021) und Toyota Pixis (seit 2011)
Die zehnte Generation wird auch Hijet Cargo/Atrai genannt. Seit Dezember 2011 bietet Toyota den Microvan auch als Modell seiner Rebadged-Serie Toyota Pixis an.

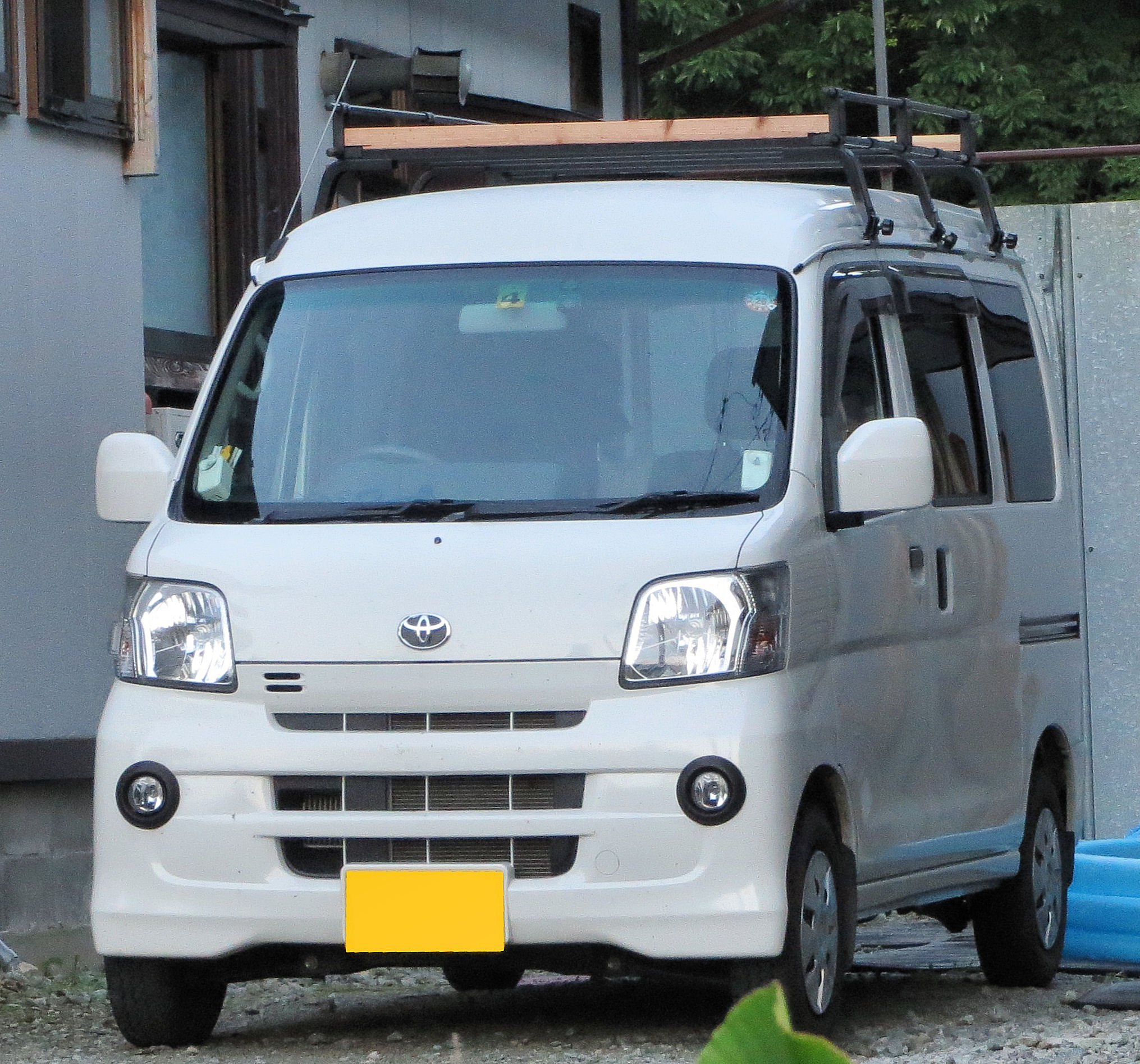
Toyota Pixis Van
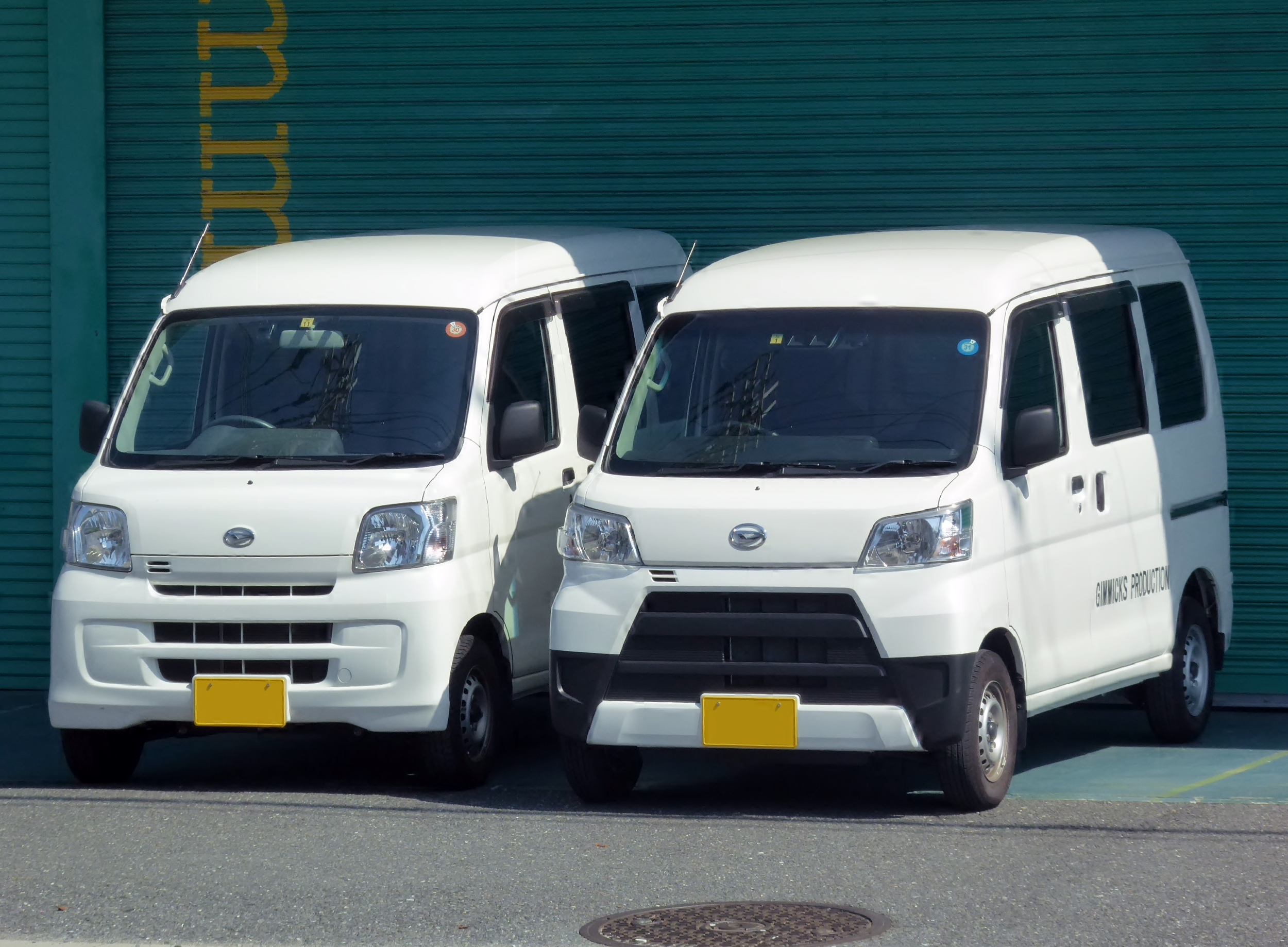
Hijet Cargo von 2007 und 2017
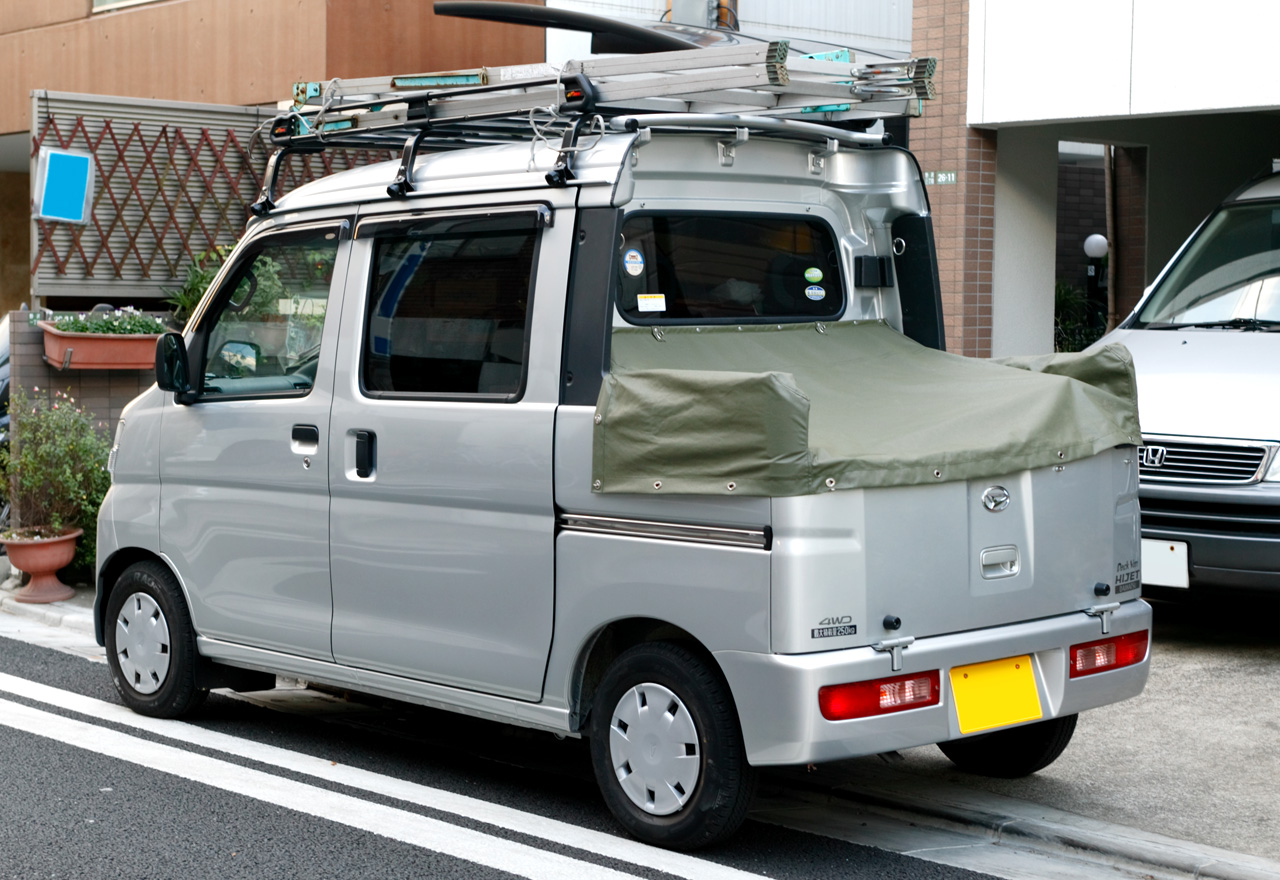
Hijet Deck-Van
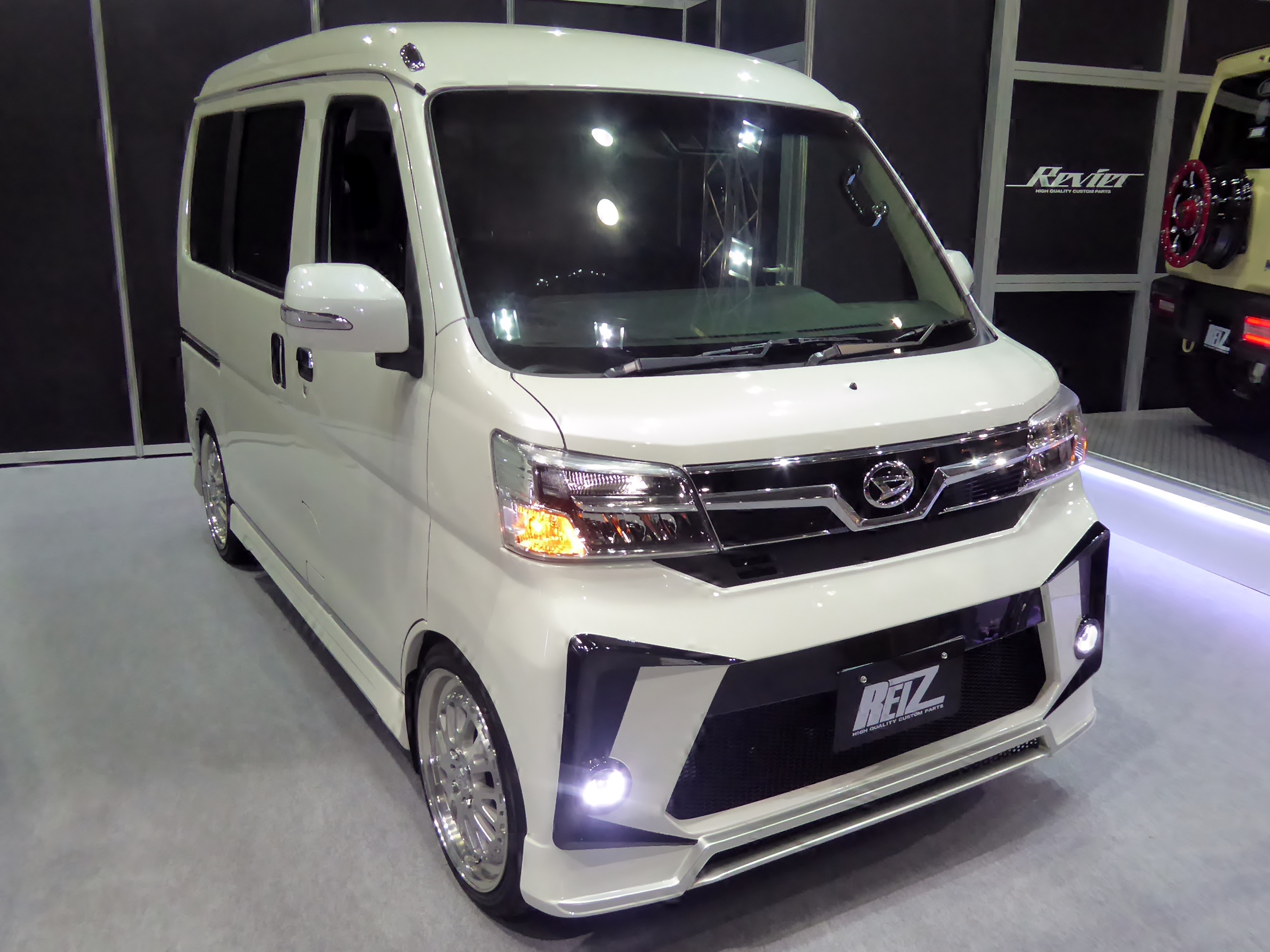
Hijet Cargo S321V (2019)

## Daihatsu Hijet S700/S710 (seit 2021)
Im Dezember 2021 wurde die elfte Generation vorgestellt.